# 大倉山 (北海道)
大倉山（おおくらやま）は北海道札幌市中央区宮の森にある山。
標高307メートル。元は無名で、札幌神社（後の北海道神宮）の所有地だったが、1931年（昭和6年）に大倉喜七郎男爵が出資して「大倉シャンツェ」が建設されたのを機に、山名もまた「大倉山」となった。
無雪期でも札幌市の主要な観光地として機能しており、ジャンプ競技場以外に大倉山クリスタルハウスや札幌オリンピックミュージアムが設けられている。
また、競技用の登攀リフトが観光用としても解放されており、山頂のレストハウスまで容易に上ることができる。

## 自然歩道
北にある三角山から大倉山にかけて自然歩道が通じており、両山を尾根伝いに縦走することができる。また自然歩道は大倉山のさらに南まで延びており、小別沢まで抜けることができる。小別沢口近くにはよこして山（奥三角山）があり、自然歩道から登山道がつながっている。また大倉山クリスタルハウスの裏手から山頂へも遊歩道が整備されている。

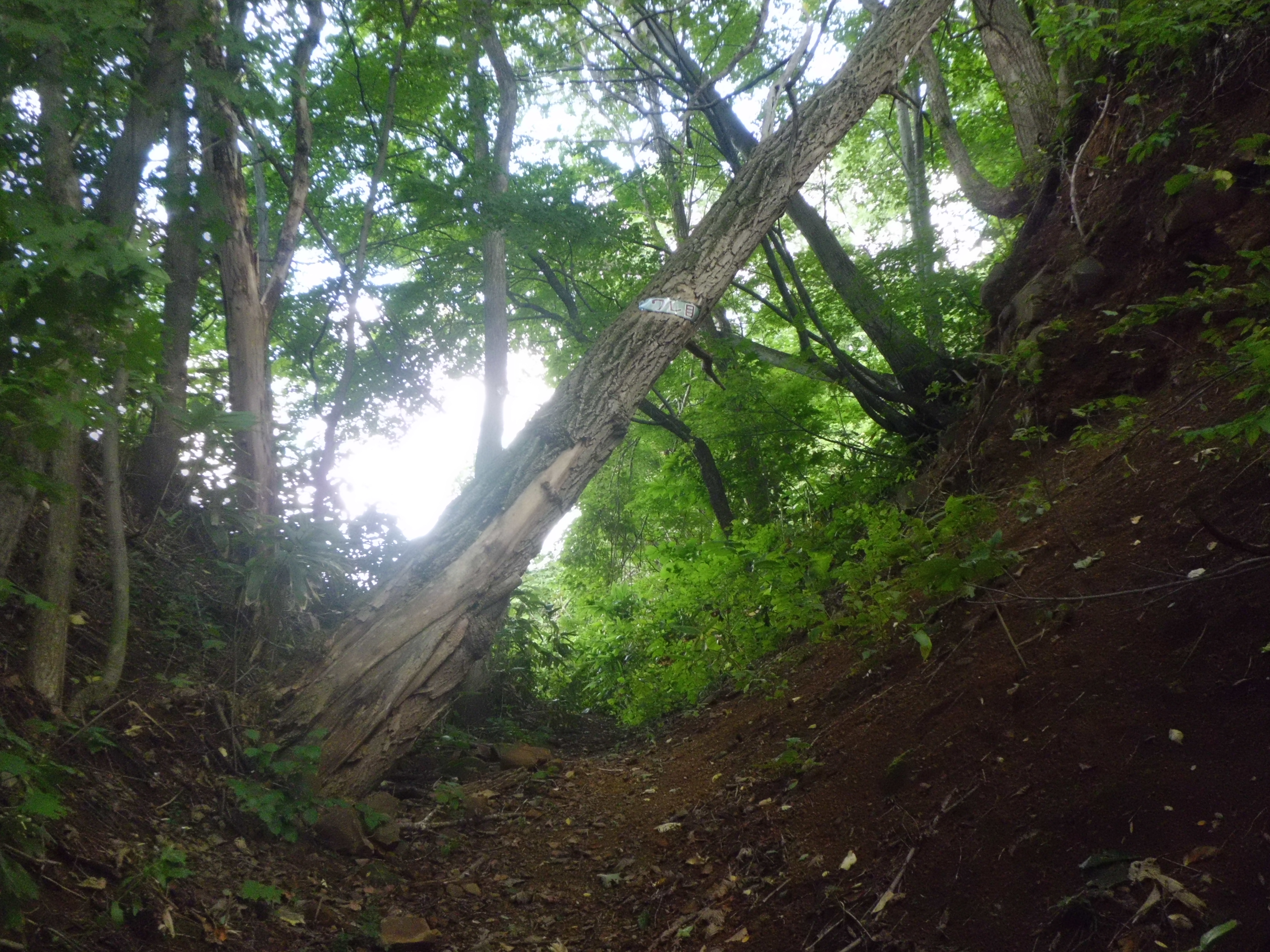
自然歩道・小別沢トンネル上にある「ワレ目」
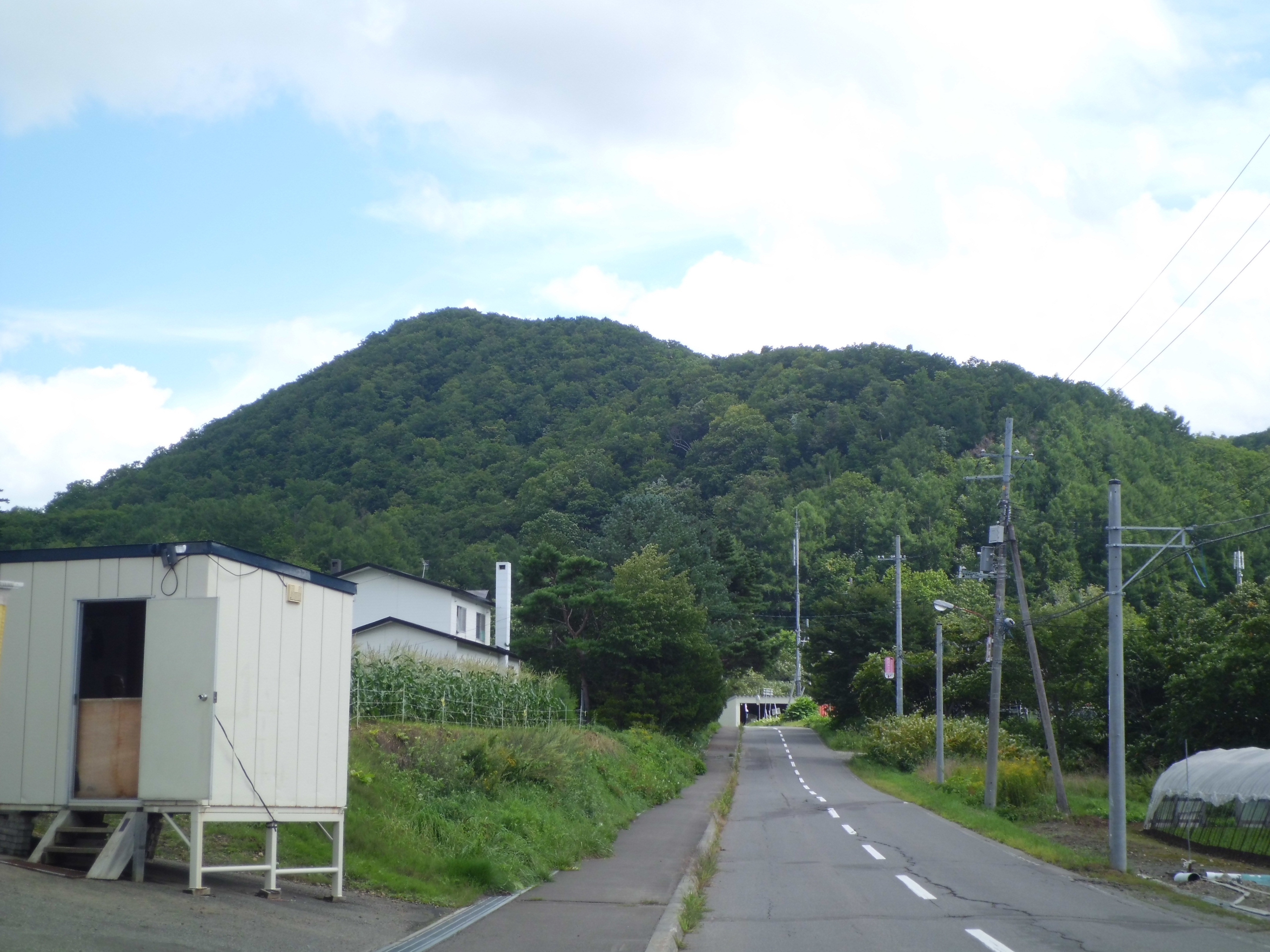
小別沢から望む奥三角山
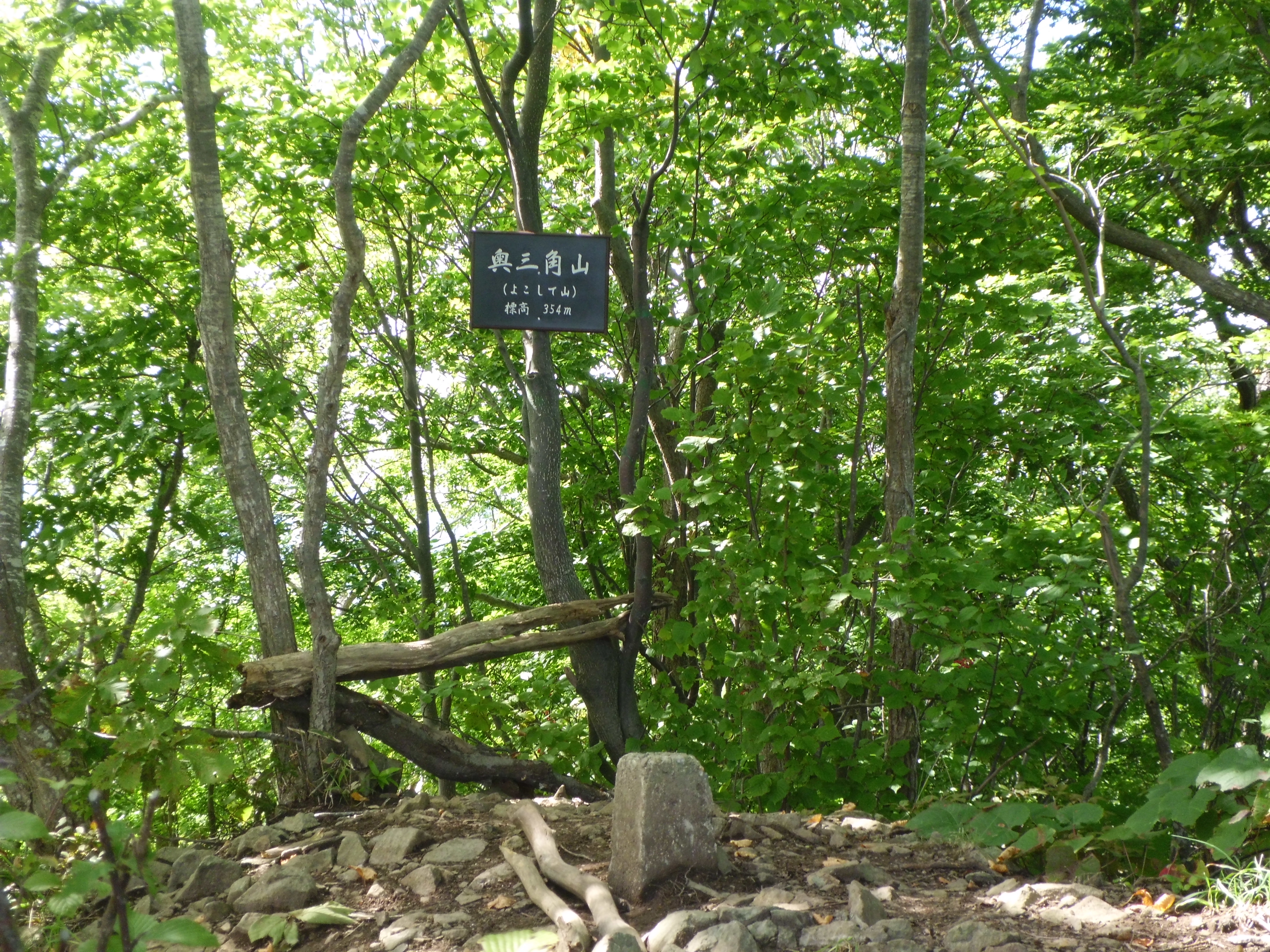
奥三角山 山頂